# Heppen
Heppen est une section de la commune belge de Bourg-Léopold située en Région flamande dans la province de Limbourg.

## Histoire
À l'origine Heppen était un hameau de Beverloo, tout comme Bourg-Léopold. En 1850, Heppen devient une commune indépendante tout comme sa voisine. En 1977, Heppen fusionne avec Bourg-Léopold.

## Évolution démographique
- Sources: INS, www.limburg.be et Commune de Bourg-Léopold